# Великий Ферганський канал

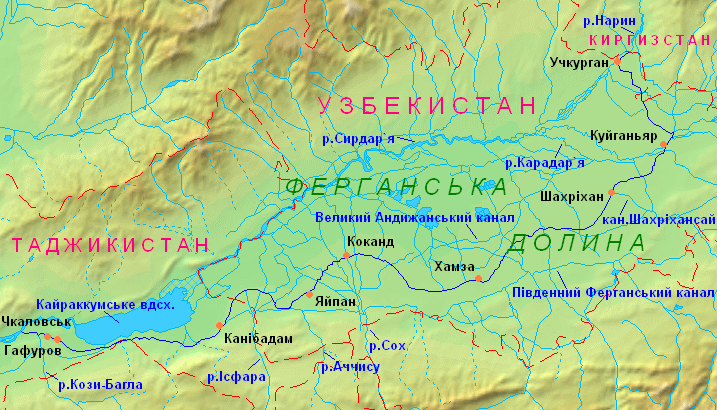
Великий Ферганський канал

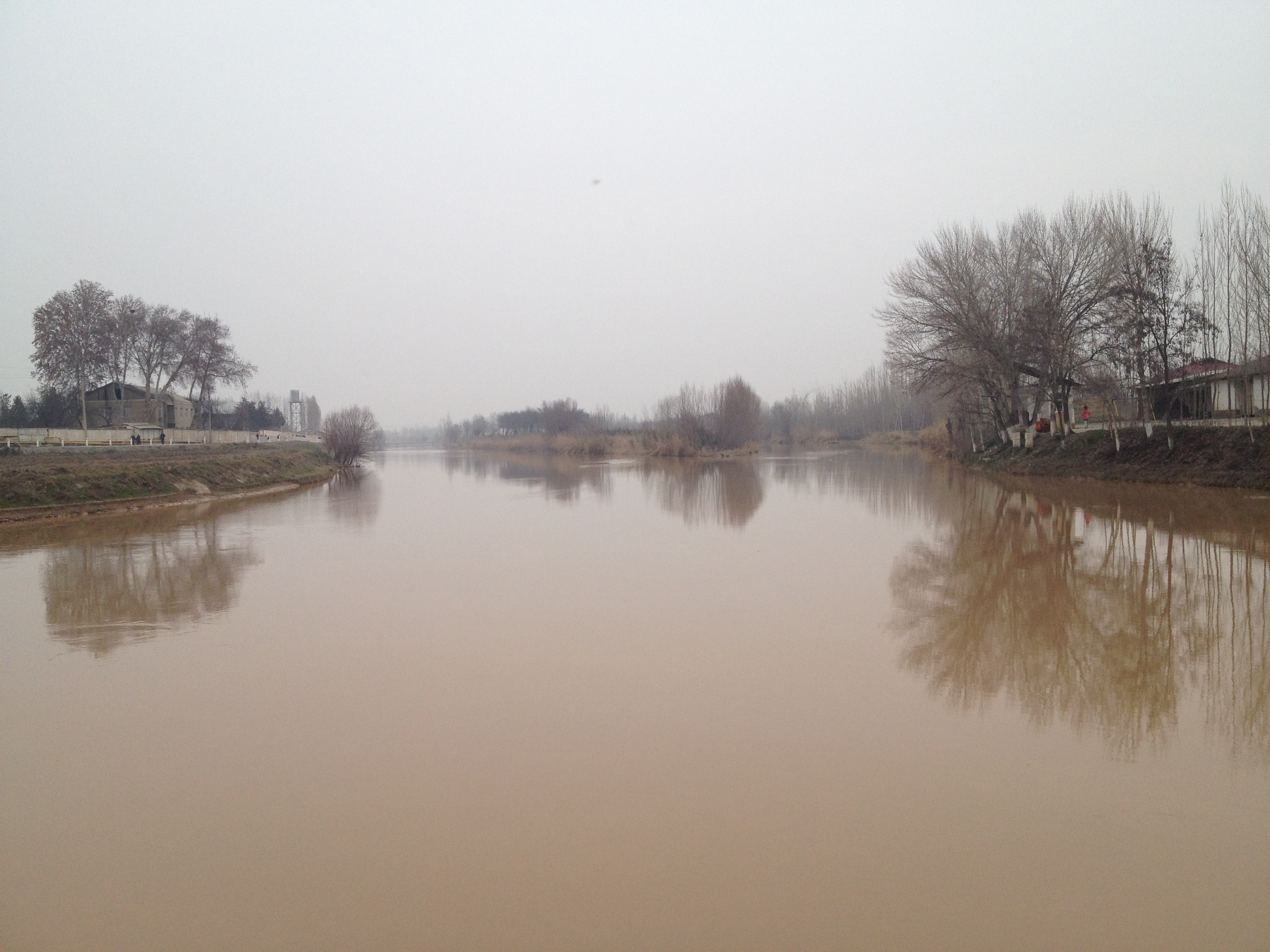
Великий Ферганський канал в районі Андижана

Вели́кий Ферга́нський канал імені Усма́на Юсу́пова  (узб. Usmon Yusupov nomidagi Katta Farg‘ona kanali, Усмон Юсупов номидаги Катта Фарғона канали, тадж. Канали Калони Фарғона ба номи Усмон Юсуфов, раніше - Великий Ферганський канал імені Сталіна) — великий магістральний канал в Наманганській, Андижанській та Ферганській областях Узбекистану, Киргизстану та Таджикистані. Побудований у 1939—1940 роках, був однією з найбільших гідротехнічних споруд СРСР.

## Опис
Починається від річки Нарин (місто Уч-Курган), перетинає всю Ферганську долину й закінчується в районі таджицького міста Худжанд, впадаючи в Сирдар'ю.
Загальна довжина каналу становить 350 км і включає два тракти: верхній Наринський (44 км) та нижній Карадар'їнський (301 км), розділені ділянкою річки Карадар'ї. На територію Узбекистану припадає 283 км., на територію Киргизстану – 12 км., на територію Таджикистану – 62 км. Нормальна витрата води становить 180 м³/с, витрата води при найшвидшому пропусканні — 211 м³/с. На Великому Ферганському каналі побудовано понад 1000 гідротехнічних споруд, їх понад 50 великих. Трасою каналу є 9 гребель, 258 водовипусків, 7 водоскидів, 8 акведуків, 101 міст для транспортних магістралей.
Загалом зрошує близько 500 тис. га земель, з них в Андижанському віллояті Узбекистану - 66,6 тис., в Наманганському віллояті Узбекистану - 12 тис. га, у Ферганському віллояті Узбекистану - 125 тис. га, в Киргизтані тис. 0.76 тыс. га, у Согдійській області Таджикистану – 10 тис. га.
На каналі розташовані міста — Уч-Курган, Шахрихан, Хамза, Коканд, Яйпан (Узбекистан), Канібадам, Гафуров, Чкаловськ (Таджикистан).

## Історія
Одним із авторів проекту каналу був архітектор Садик Нагаєв. Побудований у 1939-1940 роках методом всенародного будівництва (хашара). До будівництва каналу було залучено близько 160 000 колгоспників, використовувалося 14 екскаваторів, 245 тракторів та 420 автомашин. У 1953-1962, 1964 і 1967 роках проводилися реконструкції каналу. 1966 року Великому Ферганському каналу присвоєно ім'я державного діяча радянського Узбекистану, першого секретаря КПУз у 1938—1950 роках, міністра бавовни СРСР Усмана Юсупова.
Завдяки будівництву Великого Ферганського каналу разом із Південним Ферганським каналом і Північним Ферганським каналом (1940—1941 роки) значно зріс обсяг зрошення у Ферганській долині. У регіоні було подвоєно збір бавовнику.